# Anabolia furcata
Anabolia furcata là một loài Trichoptera trong họ Limnephilidae. Chúng phân bố ở miền Cổ bắc.